# Códice Borgia

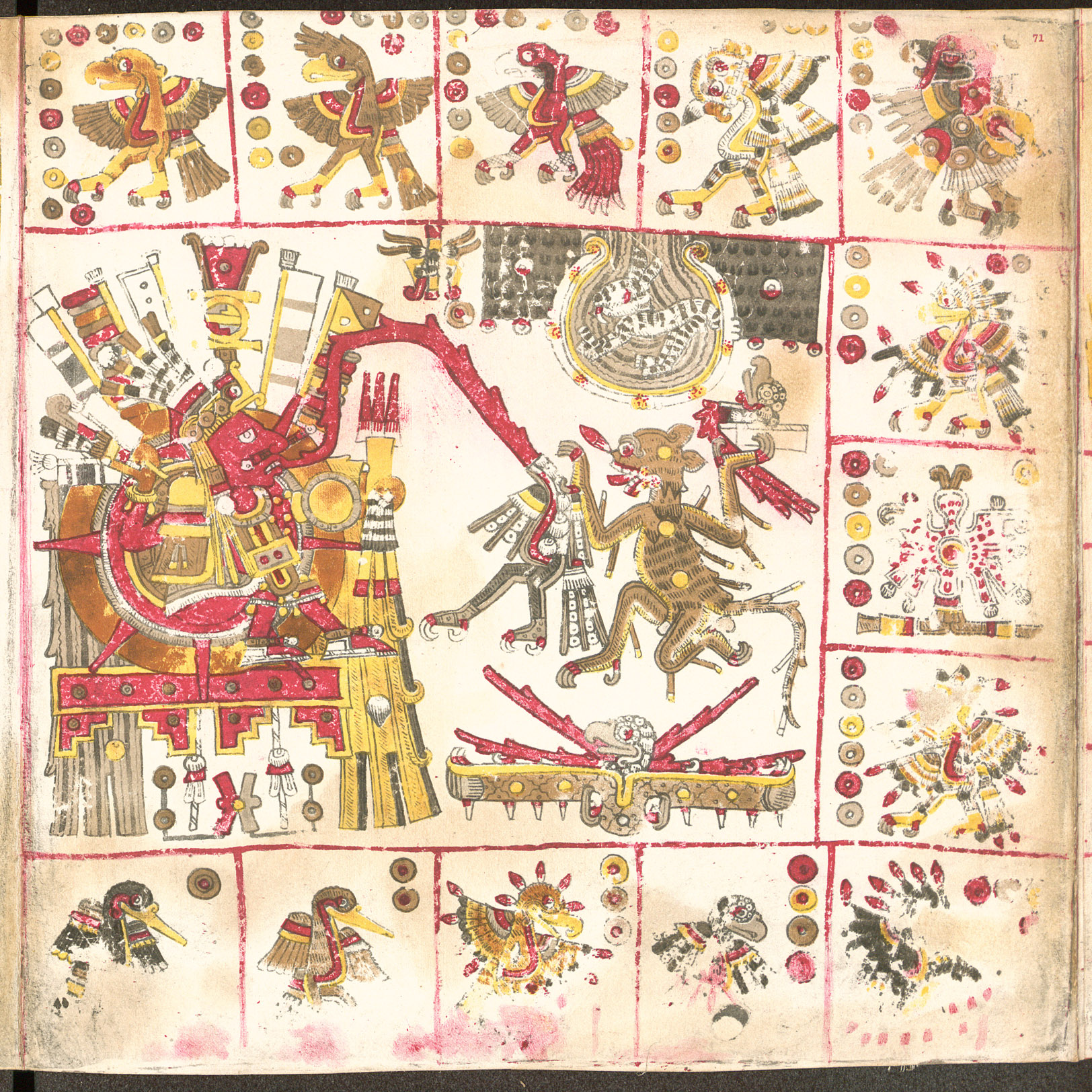
Página 71 do Codex Borgia, com a imagem do deus-sol Tonatiuh.

O Códice Borgia ou Codex Borgianus Mexicanus 1 é um manuscrito mexicano escrito provavelmente antes da conquista espanhola, possivelmente produzido na região de Puebla. Faz parte do Grupo Borgia de manuscritos, ao qual deu o nome.
O Codex Borgia é feito de pele animal e dobrado em 39 folhas, cada uma com 27 x 27 cm, com um total de quase onze metros de comprimento. Todas, salvo a última folha, são pintadas em ambos os lados, ilustrando um conteúdo divinatório e ritual. Foi levado da América para a Europa no início do período colonial e descoberto por Alexander von Humboldt em 1805 entre o espólio do cardeal Stefano Borgia, a partir de quem o códice levou seu nome. Hoje está preservado na Biblioteca Vaticana.